# Beetlejuice (musical)
Beetlejuice é um musical baseado no filme de 1988 de mesmo nome, com música por Eddie Perfect e libreto de Scott Brown e Anthony King. O musical foi indicado à oito Tony Awards, incluindo o de Melhor Musical. Antes de estrear na Broadway, passou por um período de testes no National Theatre, Washington, DC em outubro de 2018. Começou suas prévias na Broadway em 28 de março de 2019 no Winter Garden Theatre em Nova Iorque e em 25 de abril de 2019 estreou oficialmente. É produzido pela Warner Bros. Theatre Ventures. O musical estava previsto para ter sua última apresentação em 6 de junho de 2020, porém devido à pandemia de COVID-19, o show teve sua última apresentação na Broadway em 11 de março de 2020.

## Sinopse

### Primeiro Ato
Um grupo de pessoas reuidas em um cemitério lamenta a morte de Emily Deetz. A filha de Emily, Lydia, reflete sobre a morte de sua mãe e a incapacidade de ser notada por seu pai, Charles ("Prólogo: Invisível"). Um demônio milenar chamado Beetlejuice aparece e zomba da ideia de viver a vida ao máximo, já que tudo será inútil quando a morte vier ("The Whole" Being Dead "Thing"). Beetlejuice então conta ao público que por ser um demônio, é invisível para todos os seres vivos, a menos que faça uma pessoa viva dizer seu nome três vezes - e revela que bolou um plano para realizar isso.
Beetlejuice então apresenta Adam e Barbara Maitland. Eles são um casal normal que deseja desesperadamente formar uma família, mas não estão emocionalmente preparados para isso. Enquanto os Maitlands refletem sobre o motivo de não estarem prontos para ter um filho, acidentalmente morrem ao pisar em tábuas instáveis do piso de sua casa ("Ready, Set, Not Yet"). Cai do céu o Manual para os Falecidos Recentemente, mas Beetlejuice o queima, querendo que os Maitlands recém-falecidos assombrem sua casa para fazer uma pessoa viva dizer seu nome três vezes. Quando os Maitlands acordam de sua queda e percebem que estão mortos, Beetlejuice se revela ao casal e se oferece para ajudá-los a se ajustar à vida pós-morte ("The Whole "Being Dead" Thing, Pt. 2"). Ele revela aos Maitlands que os Deetzes compraram sua casa e que, para ficarem sozinhos, eles terão que assustá-los. Os Maitlands aceitam sua ajuda ("The Whole "Being Dead" Thing, Pt. 3").
Enquanto se muda, Charles revela a Lydia que deseja iniciar um condomínio fechado, usando a casa como um modelo, e que oferecerá um jantar com alguns amigos de negócios para apresentar o projeto. Lydia revela seu desejo de que sua mãe volte, mencionando o fato de que ninguém parece se importar que ela se foi. Orando para que ela envie um sinal de que ainda está lá, Lydia jura fazer seu pai reconhecer o fato de que uma tragédia atingiu sua família ("MDead Mom"). No sótão, Beetlejuice está tentando ensinar os Maitlands a serem assustadores. Apesar de suas tentativas, eles provaram não ser nada assustadores ("Fright of Their Lives"). Beetlejuice fica frustrado com o casal e os abandona, então eles prometem assustar a família Deetz ("Ready Set (Reprise)"). Enquanto isso, Delia, uma mulher que Charles contratou para ser a life coach de Lydia, e que é sua amante secreta, conta a Lydia como tudo acontece por uma razão, mas não consegue colocá-la em um estado de espírito positivo ("No Reason"). Após a sessão, Lydia encontra os Maitlands enquanto eles estão vagando pela casa tentando assustar os Deetz. Lydia quer sair de casa tanto quanto os Maitlands querem que sua família saia, então ela tenta convencer seu pai de que a casa é mal-assombrada, apenas para descobrir que ele e Delia estão noivos.
Sentindo-se como se Charles estivesse apenas tentando substituir sua mãe, Lydia foge para o telhado, onde Beetlejuice, deprimido, lamenta que nunca será visto ("Invisible (Reprise)"). Ele fica em animado quando percebe que Lydia pode vê-lo e tenta convencê-la a não se matar, com a intenção de fazê-la libertá-lo de sua maldição. Lydia provoca Beetlejuice, mas não diz o nome dele. Os Maitlands vêm atrás Lydia, mas são possuídos por Beetlejuice e dizem coisas positivas sobre ele para tentar convencer Lydia. Ao saber sobre a possessão e que qualquer fantasma pode fazer isso, independentemente da sua habilidade, Lydia decide não continuar com Beetlejuice e, em vez disso, usar os Maitlands para arruinar a festa de Charles ("Say My Name").
No jantar, Barbara e Adam possuem Charles, Delia e seus convidados ("Day-O (The Banana Boat Song)"). No entanto, em vez de ficarem assustados, os investidores veem os fantasmas como um argumento de venda, tornando-os ainda mais interessados no projeto de Charles. Desesperada, Lydia recorre à Beetlejuice. Agora visível para os vivos e capaz de afetar o mundo ao seu redor, ele manda os Maitlands ao sótão e joga Charles, Delia e os investidores para fora de casa para a alegria de Lydia.

### Segundo Ato
Uma escoteira chamada Skye explica ao público que possui um problema cardíaco em que qualquer coisa chocante pode fazer seu coração parar, mas que ela está animada em ser uma escoteira. Ela toca a campainha da casa dos Deetz e é cumprimentada por Lydia, que a convida a entrar ("Girl Scout"). No entanto, Beetlejuice aparece e assusta a garotinha para que ele vá embora. Ele invoca mais versões de si mesmo para ajudar Lydia a assustar todos os visitantes que entram na casa ("That Beautiful Sound"). Ele também diz a Lydia que, como agora ela vive entre os mortos, ela também deve seguir as regras deles e lhe dá uma cópia do Manual para os Falecidos Recentemente. Porém, porque ela não está morta, Lydia não pode abri-lo. Ela percebe que isso pode ajudá-la a se reunir com sua mãe e corre para o sótão para pedir a ajuda de Barbara e Adam. Sentindo-se sozinho e traído novamente, Beetlejuice fala com seus clones sobre como ele quer sair de casa para finalmente se conectar com as pessoas agora que pode ser visto. Para conseguir isso, ele decide enganar Lydia para que ela se case com ele, o que permitirá que ele vagueie livremente pelo mundo dos vivos.
No sótão, Barbara e Adam ajudam Lydia a abrir o Manual, quando percebem que deveriam ter ido direto para o Mundo Inferior em vez de permanecer em casa. Adam abre a porta para o Netherworld, mas Barbara fecha-a juntamente com o livro, com medo de sair de casa. Lydia os repreende porque esperava usar o livro para invocar sua mãe morta e sai desapontada e furiosa. Barbara percebe que o medo deles os tornou pessoas inseguras, então eles decidem se tornar mais ousados ("Barbara 2.0").
Delia, Charles e o guru de Delia, Otho, entram novamente na casa para resgatar Lydia, trazendo uma caixa que supostamente pode prender fantasmas. Beetlejuice engana Lydia dizendo-lhe que a leitura de uma passagem do livro ressuscitará sua mãe, mas, em vez disso, ela sem saber começa a exorcizar Barbara e é forçada a concordar em se casar com Beetlejuice para impedir isso ("The Whole "Being Dead" Thing, pt. 4 "). Na tentativa de mandar os Maitlands para o Netherworld para sempre, ele interrompe o exorcismo e abre um portal, mas enquanto os Maitlands são sugados, Lydia também pula no portal e Charles a segue. Enfurecido porque seu plano falhou novamente, Beetlejuice decide matar todos eles ("Good Old Fashioned Wedding").
Lydia e Charles entram no Netherworld e são recebidos pela Senhorita Argentina, que junto com outros residentes do Netherworld, os incentiva a voltar ao mundo dos vivos ("What I Know Now"). Eles então encontram Juno, diretor da Alfândega e Processamento do Netherworld, que logo descobre que eles ainda estão vivos. Lydia foge de Juno e procura desesperadamente por sua mãe, mas não consegue encontrá-la. Charles encontra Lydia em perigo e ambos se reconciliam ("Home").
Os Deetz voltam para casa, onde Beetlejuice está se preparando para matar todos. Lydia planeja enganá-lo concordando em casar-se com ele e Charles, Delia e os Maitlands o aprontam para o casamento ("Creepy Old Guy"). O casamento traz Beetlejuice à vida, permitindo que Lydia o esfaqueie e o mate novamente, tornando-o um "falecido recentemente". Lydia e os Maitlands tentam mandá-lo de volta para o Netherworld, mas Juno aparece, se revela como a mãe de Beetlejuice e tenta levar Lydia de volta com ela. Beetlejuice enfrenta Juno, tendo aprendido a valorizar a vida em sua breve experiência. Juno finge se comover com a fala de Beetlejuice e o expulsa de casa. Os Maitlands, Charles e Delia se recusam a deixar Juno levar Lydia. Beetlejuice então atravessa a parede montando um verme da areia, que come Juno.
Beetlejuice se despede de todos antes de partir. Os Deetzes e Maitlands se alegram com a vitória e concordam em dividir a casa enquanto limpam e reparam os danos. Lydia aceita que, embora sua mãe tenha morrido, ainda há muito o que aproveitar na vida ("Jump in the Line").

## Personagens e Elenco
| Personagem                       | Washington, D.C. (2018) | Broadway (2019)    | Broadway (2020)  |
| -------------------------------- | ----------------------- | ------------------ | ---------------- |
| Beetlejuice                      | Alex Brightman          | Alex Brightman     | Alex Brightman   |
| Lydia Deetz                      | Sophia Anne Caruso      | Sophia Anne Caruso | Presley Ryan     |
| Adam Maitland                    | Rob McClure             | Rob McClure        | David Josefsberg |
| Barbara Maitland                 | Kerry Butler            | Kerry Butler       | Kerry Butler     |
| Delia Schlimmer / Miss Argentina | Leslie Kritzer          | Leslie Kritzer     | Leslie Kritzer   |
| Charles Deetz                    | Adam Dannheisser        | Adam Dannheisser   | Adam Dannheisser |
| Maxie Dean                       | Danny Rutigliano        | Danny Rutigliano   | Danny Rutigliano |
| Maxine Dean/Juno                 | Jill Abramovitz         | Jill Abramovitz    | Jill Abramovitz  |
| Otho                             | Kelvin Moon Loh         | Kelvin Moon Loh    | Kelvin Moon Loh  |
| Skye the Girl Scout              | Dana Steingold          | Dana Steingold     | Dana Steingold   |

## Números musicais

### Primeiro Ato
- "Prologue: Invisible" - Lydia e Ensemble
- "The Whole "Being Dead" Thing" – Beetlejuice e Ensemble
- "Ready, Set, Not Yet" – Adam e Barbara
- "The Whole "Being Dead" Thing, Pt. 2" – Beetlejuice e Ensemble
- "The Whole "Being Dead" Thing, Pt. 3" – Beetlejuice†
- "Dead Mom" – Lydia
- "Fright of Their Lives" – Beetlejuice, Adam, Barbara e Ensemble
- "Ready Set, Not Yet" (reprise) – Barbara e Adam
- "No Reason" – Delia e Lydia
- "Invisible" (reprise)/"On the Roof" – Beetlejuice
- "Say My Name" – Beetlejuice, Lydia, Barbara e Adam
- "Day-O (The Banana Boat Song)" – Delia, Charles, Maxie, Maxine e Ensemble‡

### Segundo Ato
- "Girl Scout" – Skye
- "That Beautiful Sound" – Beetlejuice, Lydia e Ensemble
- "That Beautiful Sound" (reprise) – Beetlejuice e Ensemble†
- "Barbara 2.0" – Barbara e Adam
- "The Whole "Being Dead" Thing, Pt. 4" – Beetlejuice†
- "Good Old Fashioned Wedding" – Beetlejuice†
- "What I Know Now" - Miss Argentina e Ensemble
- "Home" - Lydia
- "Creepy Old Guy" – Lydia, Adam, Barbara, Beetlejuice, Charles, Delia e Ensemble
- "Jump in the Line (Shake, Senora)" / "Dead Mom" (reprise) / "Home" (reprise) / "Day-O" (reprise) – Lydia, Barbara, Adam, Delia and Charles‡

Legenda
- † Não incluso na gravação do elenco original (Original Cast Recording).
- ‡ Presente no filme original de 1988.

## Encerramento
Para dar lugar à nova produção de The Music Man, Beetlejuice anunciou sua data de encerramento para 6 de junho de 2020, porém a pandemia de COVID-19 forçou a antecipação do seu último show na Broadway para 11 de março de 2020. O elenco da última apresentação foi composto por Alex Brightman como Beetlejuice, Presley Ryan como Lydia, Leslie Rodriguez Kritzer como Delia, Adam Dannheisser como Charles, Kerry Butler como Barbara, David Josefsberg como Adam, Jill Abramovitz como Maxine Dean/Juno, Kelvin Moon Loh como Otho, Danny Rutigliano como Maxie Dean e Dana Steingold como a Girl Scout. O ensemble foi formado por Tessa Alves, Gilbert L. Bailey II, Will Blum, Johnny Brantley III, Ryan Breslin, Natalie Charle Ellis, Brooke Engen, Abe Goldfarb, Eric Anthony Johnson, Elliott Mattox, Mateo Melendez, Sean Montgomery, Ramone Owens, Presley Ryan and Kim Sava.
Existe o rumor de Beetlejuice voltar à Broadway em outro teatro, mas não há nenhuma confirmação oficial sobre isto.